# 阿尔姆河谷格吕瑙
阿爾姆河谷格吕瑙（德語：Grünau im Almtal）是奥地利上奥地利州格蒙登县的一个市镇。总面积230平方公里，总人口2077人，人口密度9.0人/平方公里（2005年）。